# Искорка
«Искорка» — детский журнал, ежемесячное приложение к газете «Ленинские искры», орган Ленинградского обкома и горкома ВЛКСМ. Выходил в 1957—1992 годах.

## История
Первоначально выходил в маленьком объёме и формате и ставил себе скромную задачу, чтобы дети смогли «…прочитать интересный рассказ, стихи, познакомиться с героями наших дней, узнать историю комсомольской и пионерской организаций, а в часы досуга посидеть над разгадыванием кроссвордов, шарад, головоломок». Однако уже к концу 1957 года объём журнала значительно увеличился, стали печататься повести, пьесы.
Постоянными авторами журнала были Н. Сладков с очерками о природе и В. Акентьев с рубрикой «Клуб смекалистых ребят».
В журнале публиковались сказки и фантастические повести Р. Погодина, А. Беляева, А. Житинского, Б. Никольского, С. Логинова, К. Курбатова, И. Янитова, Дж. Б. Пристли, Р. Сатклиф, рассказы и стихи В. Сосноры, Н. Слепаковой, М. Дудина, О. Тарутина и др. Впервые в Советском Союзе была опубликована сказка В. Набокова «Аня в Стране чудес» (переложение «Алисы в Стране чудес» Л. Кэрролла).
В 2012 году журнал «Искорка» был возрождён при содействии Санкт-Петербургского отделения Союза писателей России. Название журнала при этом немного изменилось: официально он называется «Санкт-Петербургская Искорка». Пока журнал выходит нерегулярно и финансируется спонсорами. В 2016 году некоторые рубрики журнала были поддержаны Комитетом по печати СПб. В 2013 году появился официальный сайт журнала 

## Рубрики
- Из истории пионерской организации
- Рассказы бывалых людей
- Творчество юных
- Герои-пионеры
- Знай свой город
- Из истории простых вещей
- В лабораториях учёных
- Среди будущих книг
- Наш литературный календарь
- Стихотворения
- Наши интервью
- Петербург — Петроград — Ленинград
- Сто строк о живописи
- Искорка советует: прочти эту книгу
- Искорке пишут — Искорка отвечает
- ПОИСК (ПОлитико-Исторический Словарь «ИсКорки»)
- Юридическая консультация
- Спортивный калейдоскоп
- Клуб смекалистых ребят
- Клуб юного коллекционера
- КАКТУС (КАК Ты Умеешь Смеяться)

На протяжении 1980-х годов в «Искорке» выходили серии публикаций «Кино — это просто!(?)», «Большое кругосветное путешествие на воздушном шаре», «Вокруг света под водой», «Рассказы об экономике», «Именем закона» и др.